# El teniente Kijé (película)
El teniente Kijé (en ruso: Поручик Киже; translit. Porúchik Kizhé) es una comedia soviética de 1934 dirigida por Aleksandr Faintsimmer y promovido por Borís Gusman, basado en el novela El teniente Kizhé por Yuri Tyniánov. La película se estrenó en Estados Unidos como The Czar Wants to Sleep. Serguéi Prokófiev compuso la música para la película, que más tarde sería transformada en una suite.

## Argumento
La historia transcurre en San Petersburgo en 1800, la película satiriza las pedantes extravangancias bajo el reinado de zar Pablo I. Su obsesión con el entrenamiento rígido, obediencia sin chistar y la rigurosa disciplina se extiende no solo a sus soldados sino también a su cortesanos e incluso a los criados que lustran los pasillos de palacio. Un error de copia de un escribiente del ejército mientras elaboraba una lista de oficiales que iban a ser ascendidos lleva a la creación de un teniente Kijé. Los cortesanos tienen miedo de contradecir al zar y la solución pasa por crear ese personaje ficticio. Una vez el documento está firmado por el Emperador, Kijé adquiere una vida propia a través de una serie de enredos e intrigas palaciegas.  Los gritos del ayuda de cámara del Emperador cuando se encontraba manteniendo relaciones con una dama de compañía despiertan a Pablo I. El teniente inexistente Kijé es culpado, azotado delante de la Guardia Imperial en formación y enviado como castigo a escoltar a una fortaleza en Siberia. Liberado por el Emperador, Kijé regresa a San Petersburgo y es rápidamente promovido a coronel y luego a general. In absentia, se casa con la Princesa Gagárina. Finalmente, cuándo el Emperador insiste en una reunión con su "criado más fiel", El general Kijé se da por muerto. Recibe un funeral estatal con un ataúd vacío.
En un final de giro irónico, el Emperador es engañado y se le hace creer que su sirviente favorito era un malversador tras leer una nota encontrado en un cofre de las arcas del Estado que decía «Kijé gastó el dinero en comidas» (intencionadamente dejada por el asesor del Emperador). Pablo I, furioso, entonces recuerda que fue Kijé quién originalmente perturbó su sueño. El "difunto" es rebajado al rango de soldado raso y el asesor del Emperador es entonces promovido al rango de general, casándose con la Princesa Gagárina tras detener el funeral de su desgraciado marido.

## Reparto
- Mijaíl Yanshin como el zar Pablo I.
- Borís Gorin-Goryáinov como Conde von Pahlen.
- Nina Shatérnikova como Princesa Gagárina.
- Sofiya Magarill como acompañante de la Princesa Gagárina.
- Erast Garin como Adjutant Kablukov.
- Mijaíl Rostóvtsev como comandante de la fortaleza.
- Leonid Kmit como escribano del Ejército (no aparece en los créditos).
- Andréi Kostrichkin como Lugarteniente Sinyujáiev (no aparece en los créditos).